# Attentato della stazione Saint-Charles di Marsiglia
L'attentato della stazione Saint-Charles di Marsiglia è stato un attentato terroristico che avvenne il 31 dicembre 1983, alle ore 20:09; contemporaneamente avvenne l'esplosione sul treno TGV vicino a Tain-l'Hermitage.

## I fatti
Una valigia piena di esplosivo con un timer, lasciata da terroristi della rete internazionalista e mercenaria Separat, tra cui il suo leader Ilich Ramírez Sánchez detto Carlos lo sciacallo, deflagrò uccidendo 3 persone (5 con quelle morte sul treno TGV) e ferendone 50.. Questo attentato e altri simili (sulle linee e le carrozze TGV, uno contemporaneo a questo e solitamente incluso nello stesso evento) furono effettuati come ritorsione all'arresto della moglie di Carlos, Magdalena Kopp, da parte della polizia francese e forse anche per un bombardamento contro miliziani libanesi.
Carlos è stato condannato all'ergastolo per questi omicidi.

## Presunto collegamento con la strage di Bologna
La somiglianza nell'esplosivo e nelle modalità è stata avvicinata alla strage di Bologna (attribuita poi ai neofascisti Nuclei Armati Rivoluzionari), molto più sanguinosa, avvenuta tre anni prima (secondo una pista alternativa come risposta all'arresto di Abu Anzeh Saleh, membro di Separat e del Fronte Popolare per la Liberazione della Palestina, avvenuto in rottura dell'accordo segreto denominato "lodo Moro"). La bomba della stazione di Marsiglia, secondo le indagini, esplose pochi secondi prima dell'arrivo di un treno affollato, minimizzando le vittime e i danni per puro caso.